# Lista monumentelor istorice din Comuna Vânători-Neamț, Neamț

Simbol utilizat în România pentru monumentele istorice

Lista monumentelor istorice din Comuna Vânători-Neamț cuprinde monumentele istorice din Comuna Vânători-Neamț înscrise în Patrimoniul cultural național al României. Lista completă este menținută și actualizată periodic de către Ministerul Culturii, Cultelor și Patrimoniului Național din România, ultima versiune datând din 2015.

| Cod LMI                                                                                    | Denumire                                                                  | Localitate                                  | Localizare                                         | Datare, Creatori                                                  | Imagine               | Erori             |
| ------------------------------------------------------------------------------------------ | ------------------------------------------------------------------------- | ------------------------------------------- | -------------------------------------------------- | ----------------------------------------------------------------- | --------------------- | ----------------- |
| NT-I-s-B-10515 (RAN: 125034.01.13, 125034.01.14, 125034.01.15, 125034.01.16, 125034.01.17) | Situl arheologic de la Lunca, punct „Poiana Slatinii”                     | sat Lunca; comuna Vânători-Neamț            | „Poiana Slatinii”                                  |                                                                   | Încarcă foto \| video | Raportează eroare |
| NT-I-m-B-10515.01 (RAN: 125034.01.10)                                                      | Așezare                                                                   | sat Lunca; comuna Vânători-Neamț            | „Poiana Slatinii”                                  | sec. XVI - XVIII                                                  | Încarcă foto \| video | Raportează eroare |
| NT-I-m-B-10515.02 (RAN: 125034.01.11)                                                      | Așezare                                                                   | sat Lunca; comuna Vânători-Neamț            | „Poiana Slatinii”                                  | sec. X - XV                                                       | Încarcă foto \| video | Raportează eroare |
| NT-I-m-B-10515.03 (RAN: 125034.01.08, 125034.01.09)                                        | Așezare                                                                   | sat Lunca; comuna Vânători-Neamț            | „Poiana Slatinii”                                  | Hallstatt, Cultura aspectul Canlia                                | Încarcă foto \| video | Raportează eroare |
| NT-I-m-B-10515.04 (RAN: 125034.01.12)                                                      | Așezare                                                                   | sat Lunca; comuna Vânători-Neamț            | „Poiana Slatinii”                                  | Latene                                                            | Încarcă foto \| video | Raportează eroare |
| NT-I-m-B-10515.05 (RAN: 125034.01.04)                                                      | Așezare                                                                   | sat Lunca; comuna Vânători-Neamț            | „Poiana Slatinii”                                  | Eneolitic, Cultura Cucuteni                                       | Încarcă foto \| video | Raportează eroare |
| NT-I-m-B-10515.06 (RAN: 125034.01.02)                                                      | Așezare                                                                   | sat Lunca; comuna Vânători-Neamț            | „Poiana Slatinii”                                  | Neolitic mijlociu, Cultura ceramicii liniare                      | Încarcă foto \| video | Raportează eroare |
| NT-I-m-B-10515.07 (RAN: 125034.01.03)                                                      | Așezare                                                                   | sat Lunca; comuna Vânători-Neamț            | „Poiana Slatinii”                                  | Neolitic, Cultura Precucuteni                                     | Încarcă foto \| video | Raportează eroare |
| NT-I-m-B-10515.08 (RAN: 125034.01.01)                                                      | Așezare                                                                   | sat Lunca; comuna Vânători-Neamț            | „Poiana Slatinii”                                  | Neolitic timpuriu, Cultura Starčevo - Criș                        | Încarcă foto \| video | Raportează eroare |
| NT-I-m-B-10515.09 (RAN: 125034.01.05, 125034.01.06, 125034.01.07)                          | Așezare                                                                   | sat Lunca; comuna Vânători-Neamț            | „Poiana Slatinii”                                  | Epoca bronzului, Cultura Costișa; cultura Noua; cultura Coslogeni | Încarcă foto \| video | Raportează eroare |
| NT-I-s-B-10521 (RAN: 125052.01.01)                                                         | Necropolă tumulară                                                        | sat Nemțișor; comuna Vânători-Neamț         | „Braniște”                                         | sec. III - IV p. Chr.                                             | Încarcă foto \| video | Raportează eroare |
| NT-II-a-B-10584.01                                                                         | Biserica de lemn „Nașterea Sf. Ioan Botezătorul”                          | sat Agapia; comuna Agapia                   |                                                    | 1741                                                              |                       | Raportează eroare |
| NT-II-a-B-10584.02                                                                         | Biserica de lemn „Schimbarea la Față”                                     | sat Agapia; comuna Agapia                   |                                                    | 1763                                                              |                       | Raportează eroare |
| NT-II-a-A-10629 (RAN: 125043.01, 125043.01.04)                                             | Mănăstirea Neamț                                                          | sat Mănăstirea Neamț; comuna Vânători-Neamț | Str. Arh. Chiriac Nicolau 40 47.2635°N 26.2091°E   | sec. XIV - XIX                                                    | Alte imagini          | Raportează eroare |
| NT-II-m-A-10629.01 (RAN: 125043.01.01)                                                     | Biserica „Înălțarea Domnului”                                             | sat Mănăstirea Neamț; comuna Vânători-Neamț | Str. Arh. Chiriac Nicolau 40 47.26363°N 26.20943°E | 1497                                                              | Alte imagini          | Raportează eroare |
| NT-II-m-A-10629.02 (RAN: 125043.01.02)                                                     | Vestigiile bisericilor I și II                                            | sat Mănăstirea Neamț; comuna Vânători-Neamț | Str. Arh. Chiriac Nicolau 40 47.2634°N 26.2091°E   | sf. sec. XIV-juma.sec. XV                                         |                       | Raportează eroare |
| NT-II-m-A-10629.03                                                                         | Biserica „Sf. Gheorghe” (E)                                               | sat Mănăstirea Neamț; comuna Vânători-Neamț | Str. Arh. Chiriac Nicolau 40 47.2634°N 26.2087°E   | 1826                                                              |                       | Raportează eroare |
| NT-II-m-A-10629.04                                                                         | Turn clopotniță de poartă cu paraclisul „Buna Vestire” (V)                | sat Mănăstirea Neamț; comuna Vânători-Neamț | Str. Arh. Chiriac Nicoalu 40 47.26334°N 26.20861°E | 1821                                                              |                       | Raportează eroare |
| NT-II-m-A-10629.05                                                                         | Paraclisul „Adormirea Maicii Domnului” (N)                                | sat Mănăstirea Neamț; comuna Vânători-Neamț | Str. Arh. Chiriac Nicolae 40                       | 1809, transformat 1843                                            | Încarcă foto \| video | Raportează eroare |
| NT-II-m-A-10629.06                                                                         | Paraclisul „Sf. Pantelimon” (S)                                           | sat Mănăstirea Neamț; comuna Vânători-Neamț | Str. Arh. Chiriac Nicolae 40                       | 1820, refaceri 1843                                               | Încarcă foto \| video | Raportează eroare |
| NT-II-m-A-10629.07                                                                         | Turnul Pârgului                                                           | sat Mănăstirea Neamț; comuna Vânători-Neamț | Str. Arh. Chiriac Nicolae 40                       | sec. XV, modif. 1745                                              | Încarcă foto \| video | Raportează eroare |
| NT-II-m-A-10629.08                                                                         | Clădiri incintă                                                           | sat Mănăstirea Neamț; comuna Vânători-Neamț | Str. Arh. Chiriac Nicolau 40 47.2635°N 26.2092°E   | 1796                                                              |                       | Raportează eroare |
| NT-II-m-A-10629.09                                                                         | Agheazmatar                                                               | sat Mănăstirea Neamț; comuna Vânători-Neamț | Str. Arh. Chiriac Nicolae 40 47.2733°N 26.1972°E   | 1836                                                              |                       | Raportează eroare |
| NT-II-m-A-10629.10                                                                         | Biserica - bolniță „Sf. Ioan cel Nou”                                     | sat Mănăstirea Neamț; comuna Vânători-Neamț | Str. Arh. Chiriac Nicolau 40                       | 1848                                                              | Încarcă foto \| video | Raportează eroare |
| NT-II-m-A-10629.11 (RAN: 125043.01.03)                                                     | Casa Nicodim                                                              | sat Mănăstirea Neamț; comuna Vânători-Neamț | Str. Arh. Chiriac Nicolau 40                       | 1846                                                              | Încarcă foto \| video | Raportează eroare |
| NT-II-m-A-10629.12                                                                         | Casele monahale                                                           | sat Mănăstirea Neamț; comuna Vânători-Neamț | Str. Arh. Chiriac Nicolae 40                       | sec. XVIII - XX                                                   | Încarcă foto \| video | Raportează eroare |
| NT-II-a-B-10630                                                                            | Ansamblul bisericii „Sf. Ioan Bogoslov Evanghelistul”                     | sat Mănăstirea Neamț; comuna Vânători-Neamț |                                                    | sec. XIX                                                          | Încarcă foto \| video | Raportează eroare |
| NT-II-m-B-10630.01                                                                         | Biserica „Sf. Ioan Bogoslov Evanghelistul”                                | sat Mănăstirea Neamț; comuna Vânători-Neamț | 47.2733°N 26.1972°E                                | 1834                                                              |                       | Raportează eroare |
| NT-II-m-B-10630.02                                                                         | Clopotniță                                                                | sat Mănăstirea Neamț; comuna Vânători-Neamț |                                                    | 1861                                                              | Încarcă foto \| video | Raportează eroare |
| NT-II-a-B-10631 (RAN: 125043.02)                                                           | Ansamblul schitului Vovidenia                                             | sat Mănăstirea Neamț; comuna Vânători-Neamț | Str. Mihail Sadoveanu 84 47.2564°N 26.208°E        | sec. XVII - XVIII                                                 | Alte imagini          | Raportează eroare |
| NT-II-m-B-10631.01                                                                         | Biserica „Intrarea în Biserică”                                           | sat Mănăstirea Neamț; comuna Vânători-Neamț | 47.25635°N 26.20796°E                              | 1849-1857                                                         |                       | Raportează eroare |
| NT-II-m-B-10631.02                                                                         | Case monahale                                                             | sat Mănăstirea Neamț; comuna Vânători-Neamț |                                                    | sec. XIX - XX                                                     | Încarcă foto \| video | Raportează eroare |
| NT-II-a-B-10632 (RAN: 125043.03)                                                           | Ansamblul Schitului Pocrov                                                | sat Mănăstirea Neamț; comuna Vânători-Neamț | Str. Mihail Sadoveanu 83                           | sec. XVIII - XIX                                                  | Încarcă foto \| video | Raportează eroare |
| NT-II-m-B-10632.01                                                                         | Biserica de lemn „Acoperământul Maicii Domnului”                          | sat Mănăstirea Neamț; comuna Vânători-Neamț |                                                    | 1714                                                              | Încarcă foto \| video | Raportează eroare |
| NT-II-m-B-10632.02                                                                         | Turn clopotniță din lemn                                                  | sat Mănăstirea Neamț; comuna Vânători-Neamț |                                                    | 1714                                                              | Încarcă foto \| video | Raportează eroare |
| NT-II-m-A-10735.01                                                                         | Biserica „Tăierea Capului Sf. Ioan Botezătorul”                           | sat Vânători-Neamț; comuna Vânători-Neamț   |                                                    | 1602-1605                                                         | Încarcă foto \| video | Raportează eroare |
| NT-II-m-A-10735.02                                                                         | Paraclisul „Sf. Nicolae” (NE)                                             | sat Vânători-Neamț; comuna Vânători-Neamț   |                                                    | sec. XVIII                                                        | Încarcă foto \| video | Raportează eroare |
| NT-II-m-A-10735.03                                                                         | Paraclisul „Adormirea Maicii Domnului” (SE)                               | sat Vânători-Neamț; comuna Vânători-Neamț   |                                                    | 1844                                                              | Încarcă foto \| video | Raportează eroare |
| NT-II-m-A-10735.04                                                                         | Biserica „Nașterea Sf. Ioan Botezătorul”                                  | sat Vânători-Neamț; comuna Vânători-Neamț   |                                                    | 1832                                                              |                       | Raportează eroare |
| NT-II-m-A-10735.05                                                                         | Chilii                                                                    | sat Vânători-Neamț; comuna Vânători-Neamț   |                                                    | 1825                                                              | Încarcă foto \| video | Raportează eroare |
| NT-II-m-A-10735.06                                                                         | Turn clopotniță                                                           | sat Vânători-Neamț; comuna Vânători-Neamț   |                                                    | sec. XVII                                                         |                       | Raportează eroare |
| NT-II-m-A-10735.07                                                                         | Incintă fortificată                                                       | sat Vânători-Neamț; comuna Vânători-Neamț   |                                                    | sec. XVII                                                         |                       | Raportează eroare |
| NT-II-m-A-10736.01                                                                         | Biserica „Nașterea Maicii Domnului”                                       | sat Vânători-Neamț; comuna Vânători-Neamț   |                                                    | 1824                                                              |                       | Raportează eroare |
| NT-II-m-A-10736.02                                                                         | Biserica de lemn „Sf. Voievozi”                                           | sat Vânători-Neamț; comuna Vânători-Neamț   |                                                    | 1740, strămutată din satul Hlăpești                               |                       | Raportează eroare |
| NT-II-m-A-10736.03                                                                         | Paraclisul „Sf. Ioachim și Ana”                                           | sat Vânători-Neamț; comuna Vânători-Neamț   |                                                    | 1840                                                              | Încarcă foto \| video | Raportează eroare |
| NT-II-m-A-10736.04                                                                         | Stăreție                                                                  | sat Vânători-Neamț; comuna Vânători-Neamț   |                                                    |                                                                   | Încarcă foto \| video | Raportează eroare |
| NT-II-m-A-10736.05                                                                         | Chilii                                                                    | sat Vânători-Neamț; comuna Vânători-Neamț   |                                                    | sec. XIX                                                          | Încarcă foto \| video | Raportează eroare |
| NT-II-m-A-10736.06                                                                         | Turn clopotniță                                                           | sat Vânători-Neamț; comuna Vânători-Neamț   |                                                    | 1825                                                              |                       | Raportează eroare |
| NT-II-a-A-10735 (RAN: 125025.02)                                                           | Mănăstirea Secu                                                           | sat Vânători-Neamț; comuna Vânători-Neamț   | Str. Secu 1496 47.19967°N 26.18428°E               | sec. XVI - XIX                                                    | Alte imagini          | Raportează eroare |
| NT-II-a-A-10736 (RAN: 125025.05)                                                           | Mănăstirea Sihăstria Secului                                              | sat Vânători-Neamț; comuna Vânători-Neamț   | Str. Secu 1510                                     | sec. XV - XX                                                      |                       | Raportează eroare |
| NT-II-m-B-10737 (RAN: 125025.04)                                                           | Biserica de lemn „Sf. Voievozi” și „Tăierea Capului Sf. Ioan Botezătorul” | sat Vânători-Neamț; comuna Vânători-Neamț   | Str. Ștefan cel Mare 113                           | 1740                                                              | Încarcă foto \| video | Raportează eroare |
| NT-II-m-B-10734                                                                            | Școală, azi Muzeu sătesc                                                  | sat Vânători-Neamț; comuna Vânători-Neamț   | Str. Ștefan cel Mare 222                           | 1864                                                              | Încarcă foto \| video | Raportează eroare |